# Yasmina Reza
Yasmina Reza (Parigi, 1º maggio 1959) è una drammaturga, scrittrice, attrice e sceneggiatrice francese le cui opere teatrali sono state adattate e rappresentate in molti paesi ricevendo premi e riconoscimenti.

## Biografia
Yasmina Reza nasce a Parigi il 1º maggio del 1959. La madre era una violinista ebrea ungherese di Budapest, mentre il padre era un ingegnere, uomo d'affari e pianista amatoriale ebreo iraniano nato a Mosca. Durante l'occupazione nazista, il padre fu deportato da Nizza nel campo di concentramento di Drancy.
Comincia la sua carriera teatrale come attrice, partecipando a rappresentazioni di opere contemporanee e di classici di Molière e Marivaux, tra gli altri.
La prima pièce da lei scritta, Conversations après un enterrement, rappresentata per la prima volta nel 1987, le vale il prestigioso Premio Molière come miglior autore, mentre l'opera seconda, La traversée de l'hiver, vince il Molière come "miglior spettacolo pubblico in regione".
Il successo internazionale arriva con l'opera successiva, Art (1994), tradotta e rappresentata in oltre trenta lingue, per cui viene di nuovo premiata con il Molière per il miglior autore. La produzione britannica, rappresentata al West End, riceve nel 1997 il Premio Laurence Olivier e l'Evening Standard Award come miglior commedia, mentre la produzione americana, rappresentata a Broadway, riceve nel 1998 il Tony Award per il miglior spettacolo. L'opera ha avuto anche diversi adattamenti televisivi.
Nel 1997 pubblica il suo primo romanzo, opera autobiografica, Al di sopra delle cose (Hammerklavier).
Nel 1999 fa parte della giuria ufficiale del 52º Festival di Cannes.
Nel 2007 ha seguito la campagna elettorale presidenziale di Nicolas Sarkozy, pubblicando L'alba, la sera o la notte (L'aube le soir ou la nuit).

## Opere

### Drammaturgie
- Conversazioni dopo un funerale (Conversations après un enterrement) (1983/1984)
- La traversée de l'hiver (1989)
- «Arte» («Art») (1994)
- L'uomo del destino (L'homme du hasard) (1995)
- Tre variazioni della vita (Trois versions de la vie) (2001)
- Une pièce espagnole (2004)
- Il dio del massacro (Le Dieu du carnage) (2007)
- Bella figura (Bella figura) (2015)
- Anne-Marie la beltà (Anne-Marie la Beauté) (2020)
- James Brown si metteva i bigodini (James Brown mettait des bigoudis, 2023), Adelphi, 2024, ISBN 9788845938740

### Prose
- Al di sopra delle cose (Hammerklavier) (1997)
- Una desolazione (Une désolation) (1999)
- Uomini incapaci di farsi amare (Adam Haberberg) (2003)
- Da nessuna parte (Nulle part) (2005)
- Dans la luge d'Arthur Schopenhauer (2005)
- L'alba, la sera o la notte (L'aube le soir ou la nuit) (2007)
- Felici i felici (Heureux les heureux) (2013)
- Babilonia (Babylone) (2016)
- Serge (Serge) (2021)
- La vita normale (Récits de certains faits) (2024)

## Filmografia

### Sceneggiatrice
- Jusqu'à la nuit, regia di Didier Martiny (1983)
- À demain, regia di Didier Martiny (1992)
- Le pique-nique de Lulu Kreutz, regia di Didier Martiny (2000)
- Carnage, regia di Roman Polański (2011)

### Attrice
- Que les gros salaires lèvent le doigt!, regia di Denys Granier-Deferre (1982)
- Jusqu'à la nuit, regia di Didier Martiny (1983)
- À demain, regia di Didier Martiny (1992)
- Lontano (Loin), regia di André Téchiné (2001)

## Riconoscimenti
Premio Laurence Olivier
- 1998 – «Art»
- 2009 – Le Dieu du carnage

Premio Molière
- 1987 – Conversations après un enterrement: miglior autore
- 1990 – La traversée de l'hiver: miglior spettacolo regionale
- 1995 – «Art»: miglior autore

Premio Renaudot
- 2016 – Babilonia

Tony Award
- 1998 – «Art»
- 2009 – Le Dieu du carnage